# Nienhagen (Mecklembourg)
Pour les articles homonymes, voir Nienhagen.
Nienhagen est une commune de l'arrondissement de Rostock, au sein du Amt Bad Doberan-Land dont le siège est à Bad Doberan, Land de Mecklembourg-Poméranie-Occidentale.

## Géographie

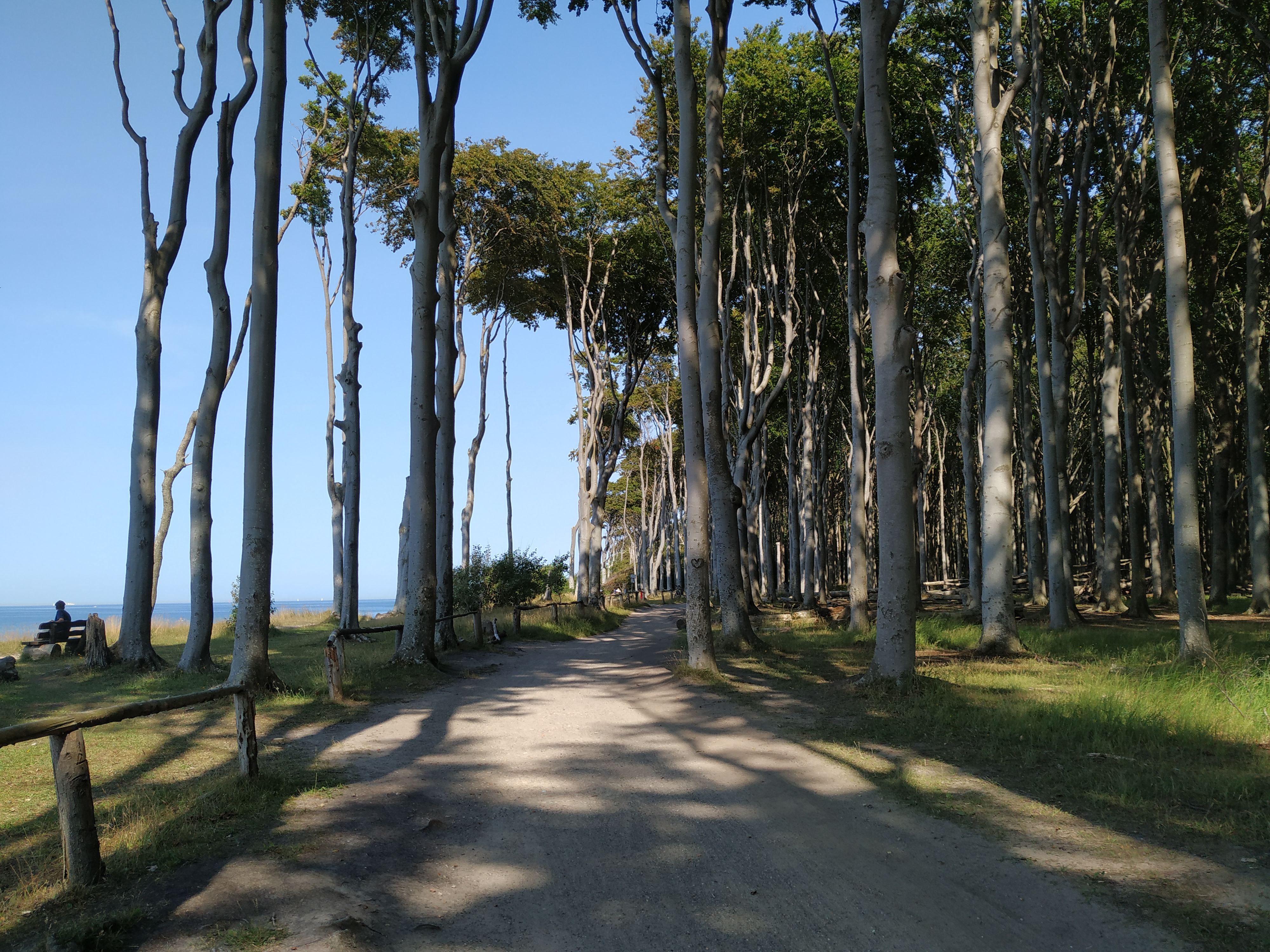
La "Gespensterwald".

Nienhagen se situe sur la côte de la mer Baltique, entre Heiligendamm et Warnemünde.
De grandes parties du territoire communal sont boisées. La forêt de Nienhagen à l'ouest du village se trouve au-dessus de la falaise haute de douze mètres. La forêt mixte tempérée recouvre 180 hectares. On la surnomme "Gespensterwald", "forêt des fantômes", les hêtres sont déformés par le vent marin, ont souvent une croissance irrégulière et un branchage tordu en forme de serpent, ce qui donne à la forêt dans la pénombre et le brouillard un aspect fantomatique.
Le long de la falaise, un chemin de randonnée amène à Börgerende-Rethwisch. Au pied de la falaise, il y a des plages de sable ouvertes à la baignade, d'autres de galets avec des blocs erratiques.
À un mile au large de la côte, se trouve un récif artificiel à but scientifique.

## Histoire
Nienhagen est mentionné pour la première fois dans un document en 1264. Le chevalier Gherhardus de Snakenborg (Gerhard von Schnakenburg) rend son fief à l'abbaye de Doberan (de). D'autres documents des XIIIe, XIVe et XVe siècles décrivent l'agriculture. Avec la sécularisation des terres du monastère après la Réforme protestante, le domaine est rattaché au Mecklembourg.
La commune de Nienhagen est formée à la fin du XIXe siècle par le rassemblement de domaines agricoles avec le petit village voisin composé de quatre fermages, cinq Büdner (de)s et quinze chalets.
Le développement du tourisme balnéaire incite le maire en 1906 à construire un hôtel et des pensions, des domaines au sein de la forêt. Un club de bain se crée. Une jetée (entre 1922 et 1929) et une tour d'observation (entre 1912 et 1922) sont construites. Cependant la commune subit un ralentissement durant la Première Guerre Mondiale puis l'inflation en 1923. Néanmoins, la population a augmenté de façon constante. Grâce à une bonne planification urbaine, la nature intime de la station est néanmoins préservée.

### Blason
Le blason est choisi par le conseil municipal le 11 novembre 1971 et porte le n°100 dans l'armorial du Land de Mecklembourg-Poméranie-Occidentale. Sur un fond bleu, au-dessus de deux fils ondulés argentés symbolisant la mer, une mouette couleur d'argent s'envole. Il est l'œuvre du héraldiste Heinz Kippnick (de), originaire de Schwerin.

## Personnalités liées à la commune
Entre 1909 et 1917, le peintre impressionniste Lovis Corinth passe de longs séjours à Nienhagen.

## Jumelage
- Nienhagen,  Basse-Saxe depuis 1991.

## Source, notes et références
- (de) Cet article est partiellement ou en totalité issu de l’article de Wikipédia en allemand intitulé « Nienhagen (Landkreis Rostock) » (voir la liste des auteurs).